# Фридрих Фрьобел
Фридрих Вилхелм Август Фрьобел (на немски: Friedrich Wilhelm August Fröbel or Froebel) е германски педагог, теоретик на предучилищното възпитание, последовател на Йохан Хайнрих Песталоци.

## Биография
Роден е на 21 април 1782 година в Обервайсбах, Саксония-Кобург-Заалфелд. Фрьобел изпитва силно влияние от Песталоци, но след като открива и Комениус предприема осъществяването на собствените си педагогически идеи и през 1816 г. създава всеобщо немско възпитателно заведение. Умишлено ограничава полето си на действие върху най-малки деца и бебета, по-късно властите го закриват, защото сеело атеизъм.
През 1837 г. в Бланкенбург, Тюрингия, открива първото предучилищно учреждение, наречено през 1840 г. от него „детска градина“, като разработва теория за работата в нея и методика за подготовка на възпитателки за децата. Изхожда от схващането, че за правилното възпитание на детето са необходими организирани занимания в средата на връстници. Педагогическата система на Фрьобел изиграва положителна роля в развитието на теорията и практиката на предучилищното възпитание.
Фрьобел разработва и собствени Spielgaben – преведено буквално „дарове за игра“. Той решава да нарече играчките си „дарове“, защото ги възприема като подарък, който води детето в различните етапи на неговото развитие. Малко след основаването си немската фабрика „Dusyma“ започва да произвежда даровете за игра и строителните блокчета на Фрьобел. През годините компанията разработва нови серии продукти, базирани на принципите на немския педагог, които допълват неговите „дарове“, като например строителите „Uhl“ и „Орнаменти“, количките на колелца, конструктори с различни форми и размери, както и много образователни игри. „Даровете за игра“ продължават да са изключително популярни и в наши дни. 
Умира на 21 юни 1852 година в Мариентал, Саксония-Майнинген, на 70-годишна възраст.

## Публикации
- „Възпитание на човека …“ (1826);
- „Майчини и гальовни песни“ (1844) и др.

на български
- Елате да живеем за нашите деца!, С., 2015, УИ „Климент Охридски“, превод от немски: Жана Кличмурадова, 352 с., ISBN 978-954-07-4018-8.